# (7663) 1994 RX1
(7663) 1994 RX1 est un astéroïde de la ceinture principale découvert en 1994.

## Description
(7663) 1994 RX1 a été découvert le 2 septembre 1994 à l'observatoire Palomar, situé au nord de San Diego en Californie, par Eleanor Francis Helin.

### Caractéristiques orbitales
L'orbite de cet astéroïde est caractérisée par un demi-grand axe de 2,37 UA, un périhélie de 1,84 UA, une excentricité de 0,23 et une inclinaison de 22,26° par rapport à l'écliptique. Du fait de ces caractéristiques, à savoir un demi-grand axe compris entre 2 et 3,2 UA et un périhélie supérieur à 1,666 UA, il est classé, selon la JPL Small-Body Database, comme objet de la ceinture principale.

### Caractéristiques physiques
(7663) 1994 RX1 a une magnitude absolue (H) de 13,4 et un albédo estimé à 0,048.